# Marino Girolami
Marino Girolami (Roma, Itàlia, 1 de febrer de 1914 – 20 de febrer de 1994) va ser un director, guionista i productor cinematogràfic italià. Al llarg de la seva carrera va utilitzar diversos pseudònims, entre els quals Franco Martinelli i Frank Martin.

## Biografia
Nascut a Roma, va ser el fundador d'una família de cineastes, era germà de Romolo Guerrieri, oncle de Renzo Girolami i pare d'Enzo G. Castellari, tots ells directors, i també pare de l'actor Ennio Girolami. Va iniciar estudis de Medicina, però els va abandonar per a fer carrera com boxador, arribant a ser campió d'Europa del pes ploma. Seleccionat per a participar en els Jocs Olímpics de Berlín 1936, va ser descartat en un últim moment en descobrir-se-li una lleu arrítmia cardíaca.
Després d'abandonar l'esport, va freqüentar el Centro Sperimentale di Cinematografia, debutant com a actor al film Villa da vendere, dirigit el 1941 per Ferruccio Ceri. Dos anys després va obtenir un discret èxit com a autor signant l'argument de la pel·lícula Campo de' fiori, dirigida per Mario Bonnard i interpretada per Aldo Fabrizi i Anna Magnani.
Amb la intenció de treballar després de les càmeres, durant anys va ser col·laborador de destacats autors i directors, entre ells Mario Soldati, Marcello Marchesi i Vittorio Metz. El seu debut en la direcció va tenir lloc el 1949, dirigint la versió italiana de La strada buia, coproducció italo-americana dirigida per Sidney Salkow, mentre que el seu debut en solitari va arribar el 1953 amb el film Canto per te, interpretat pel famós tenor Giuseppe Di Stefano. A partir de llavors va dirigir gairebé vuitanta cintes, fins a l'última el 1982, Giggi il bullo.
També va ser guionista de gairebé quaranta pel·lícules, i va treballar com a actor en cinc pel·lícules en la dècada de 1940. En total va produir una vintena de títols, sobretot al llarg de la dècada de 1960. Girolami va treballar en nombrosos gèneres com el western a Between God, the Devil, and a Winchester, la violència (Roma violenta) i l'horror Zombie Holocaust. Girolami també va fer pornografia dura a Sesso profondo.
El 1950 es va encarregar del muntatge de la pel·lícula Miss Italia, dirigida per Duilio Coletti.
Girolami va morir a Roma, Itàlia, el 20 de febrer de 1994.

## Filmografia

### Direcció
- La strada buia (1950)
- Il mago per forza (1951)
- Amore e sangue (1951)
- Noi due soli (1952)
- Oggi sposi (1952)
- Era lei che lo voleva (1952)
- Canto per te (1953)
- Lasciateci in pace (1953)
- Riscatto (1953)
- Il cantante misterioso (1954)
- Ore 10 lezione di canto (1955)
- La ragazza di Via Veneto (1955)
- Cantando sotto le stelle (1956)
- Sette canzoni per sette sorelle (1956)
- Serenata per sedici bionde (1957)
- Vivendo, cantando che male ti fo? (1957)
- Buongiorno primo amore! (1957)
- C'è un sentiero nel cielo (1957)
- La canzone del destino (1957)
- Quando gli angeli piangono (1958)
- Il romanzo di un giovane povero (1958)
- Quanto sei bella Roma (1959)
- Quel tesoro di papà (1959)
- Un canto nel deserto (1959)
- Caccia al marito (1960)
- Ferragosto in bikini (1960)
- Il mio amico Jekyll (1960)
- Le magnifiche sette (1961)
- Scandali al mare (1961)
- Un figlio d'oggi (1961)
- La ragazza sotto il lenzuolo (1961)
- Walter e i suoi cugini (1961)
- Twist, lolite e vitelloni (1962)
- L'assassino si chiama Pompeo (1962)
- L'ira di Achille (1962)
- Gli italiani e le donne (1962)
- Il medico delle donne (1962)
- La donna degli altri è sempre più bella (1963)
- Le motorizzate (1963)
- Siamo tutti pomicioni (1963)
- Le tardone (1964)
- Queste pazze pazze donne (1964)
- I magnifici Brutos del West (1964)
- Veneri al sole (1965)
- Veneri in collegio (1965)
- Spiaggia libera (1966)
- I sentieri dell'odio (1967)
- Granada addio! (1967)
- Due rrringos nel Texas (1967)
- Franco e Ciccio e le vedove allegre (1968)
- Anche nel West c'era una volta Dio (1968)
- Don Franco e don Ciccio nell'anno della contestazione (1969)
- I due magnifici fresconi (1969)
- Eros e Thanatos (1969)
- La moglie vergine (1975)
- La liceale al mare con l'amica di papà (1980)
- L'esercito più pazzo del mondo (1981)
- Pierino contro tutti (1981)
- Pierino colpisce ancora (1982)
- Giggi il bullo (1982)

#### Com a Franco Martinelli
- Decameron proibitissimo - Boccaccio mio statte zitto... (1972)
- Maria Rosa la guardona (1973)
- 4 marmittoni alle grandi manovre (1974)
- Grazie... nonna (1975)
- Lo sgarbo (1975)
- Roma violenta (1975)
- Roma: l'altra faccia della violenza (1976)
- Italia a mano armata (1976)
- Kakkientruppen (1977)
- Nude Odeon (1978)
- Dove vai se il vizietto non ce l'hai? (1979)

#### Com a Frank Martin
- Sesso profondo (1980)
- Zombi Holocaust (1980)

### Guionista
- Uno a uno sin piedad, de Rafael Romero Marchent (1968)

### Productor
- A Ghentar si muore facile, de León Klimovsky (1967)
- Reverendo Colt, de León Klimovsky (1971)